# Noarootsi
Noarootsi (sueco: Nuckö) era un municipio estonio perteneciente al condado de Lääne. En 2017 se fusionó con Lääne-Nigula.
A 1 de enero de 2016 tiene 815 habitantes en una superficie de 296 km².
Por su posición en la costa báltica, cuenta con una minoría de hablantes de sueco, siendo el municipio formalmente bilingüe (aunque en la práctica administrativa oficial solo se usa el estonio) desde 1997.
Es un municipio completamente rural sin localidades importantes. Consta de 23 pequeñas localidades rurales (entre paréntesis el nombre alternativo sueco): Aulepa (Dirslätt), Dirhami (Derhamn), Einbi (Enby), Elbiku (Ölbäck), Hara (Harga), Hosby, Höbringi (Höbring), Kudani (Gutanäs), Osmussaare (Odensholm), Paslepa (Pasklep), Pürksi (Birkas), Riguldi (Rickul), Rooslepa (Roslep), Saare (Lyckholm), Spithami (Spithamn), Sutlepa (Sutlep), Suur-Nõmmküla (Klottorp), Tahu (Skåtanäs), Telise (Tällnäs), Tuksi (Bergsby),  Vanaküla (Gambyn), Väike-Nõmmküla (Persåker) y Österby. El ayuntamiento tiene su casa consistorial en Pürksi-Birkas.
Se ubica en el noroeste del condado.